# Blechnum tengwallii
Blechnum tengwallii là một loài dương xỉ trong họ Blechnaceae. Loài này được Kjellberg mô tả khoa học đầu tiên năm 1933.
Danh pháp khoa học của loài này chưa được làm sáng tỏ. 